# Altobello Melone

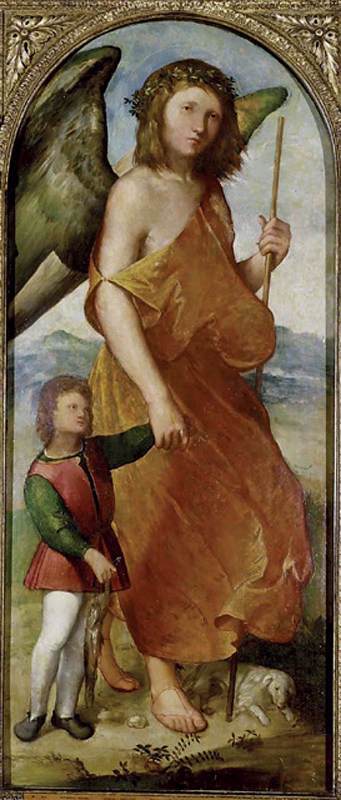
Tobías y el ángel, Ashmolean Museum, Oxford.

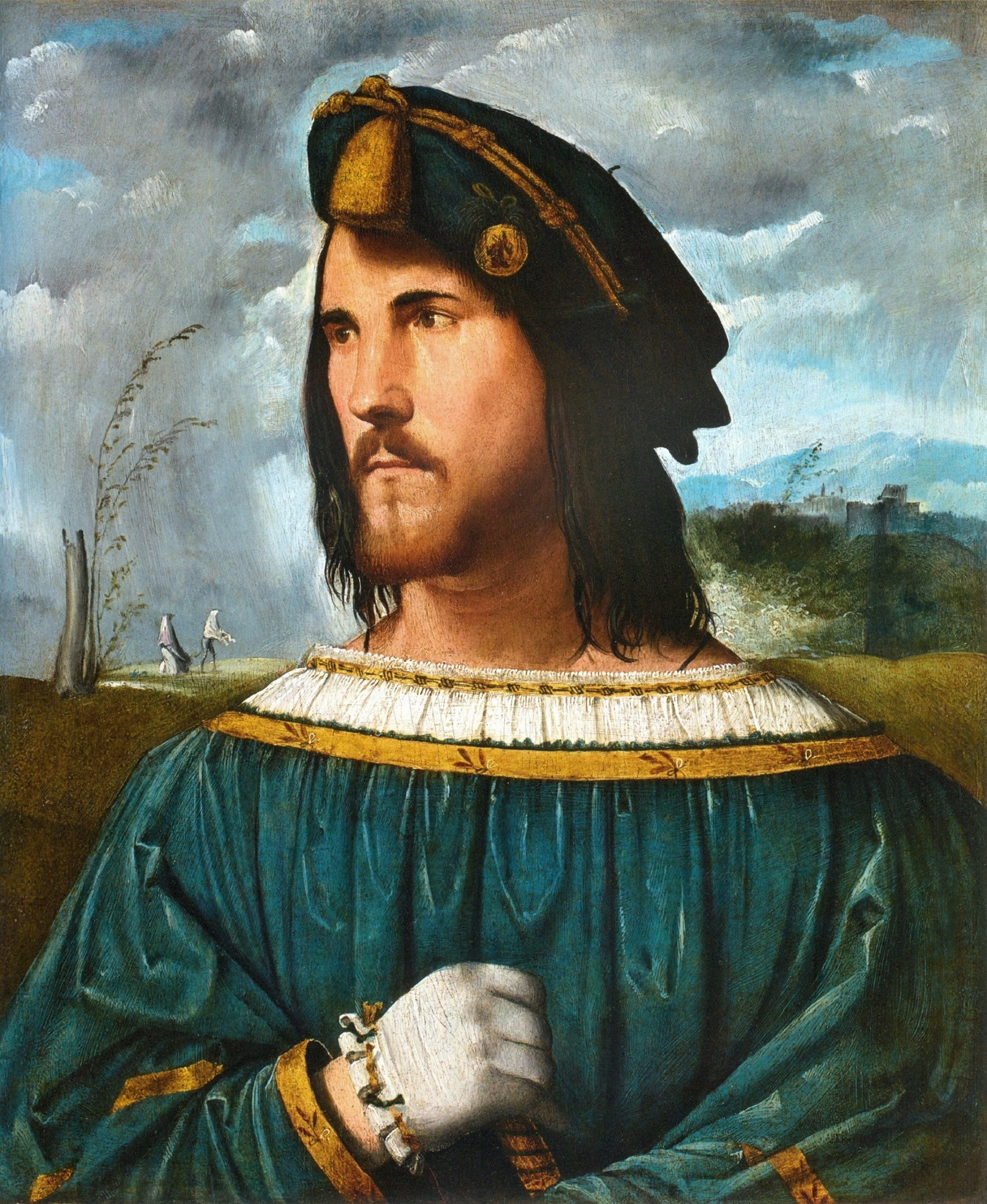
Retrato de gentilhombre (César Borgia), Accademia Carrara, Bergamo.

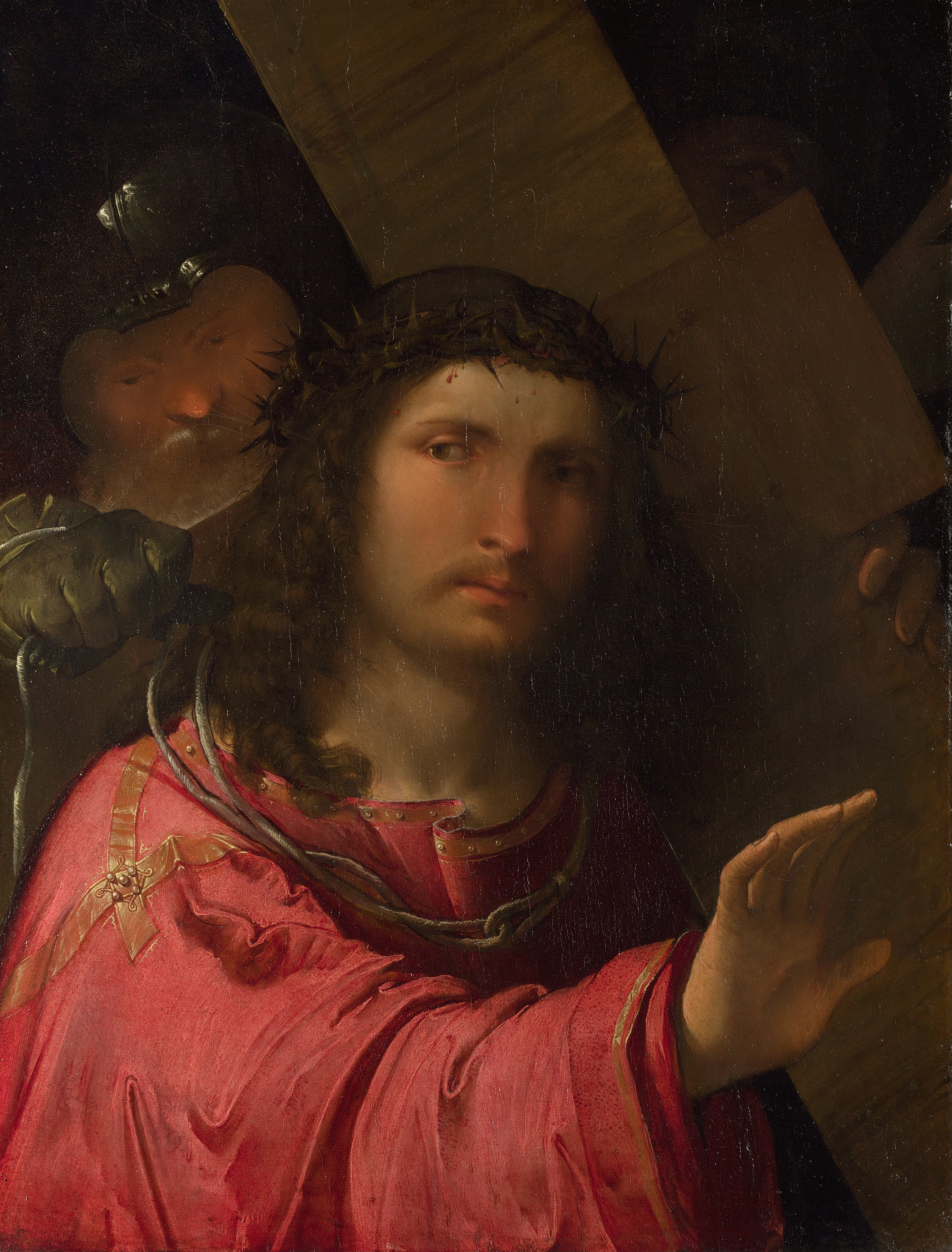
Cristo portando la cruz, National Gallery, Londres.

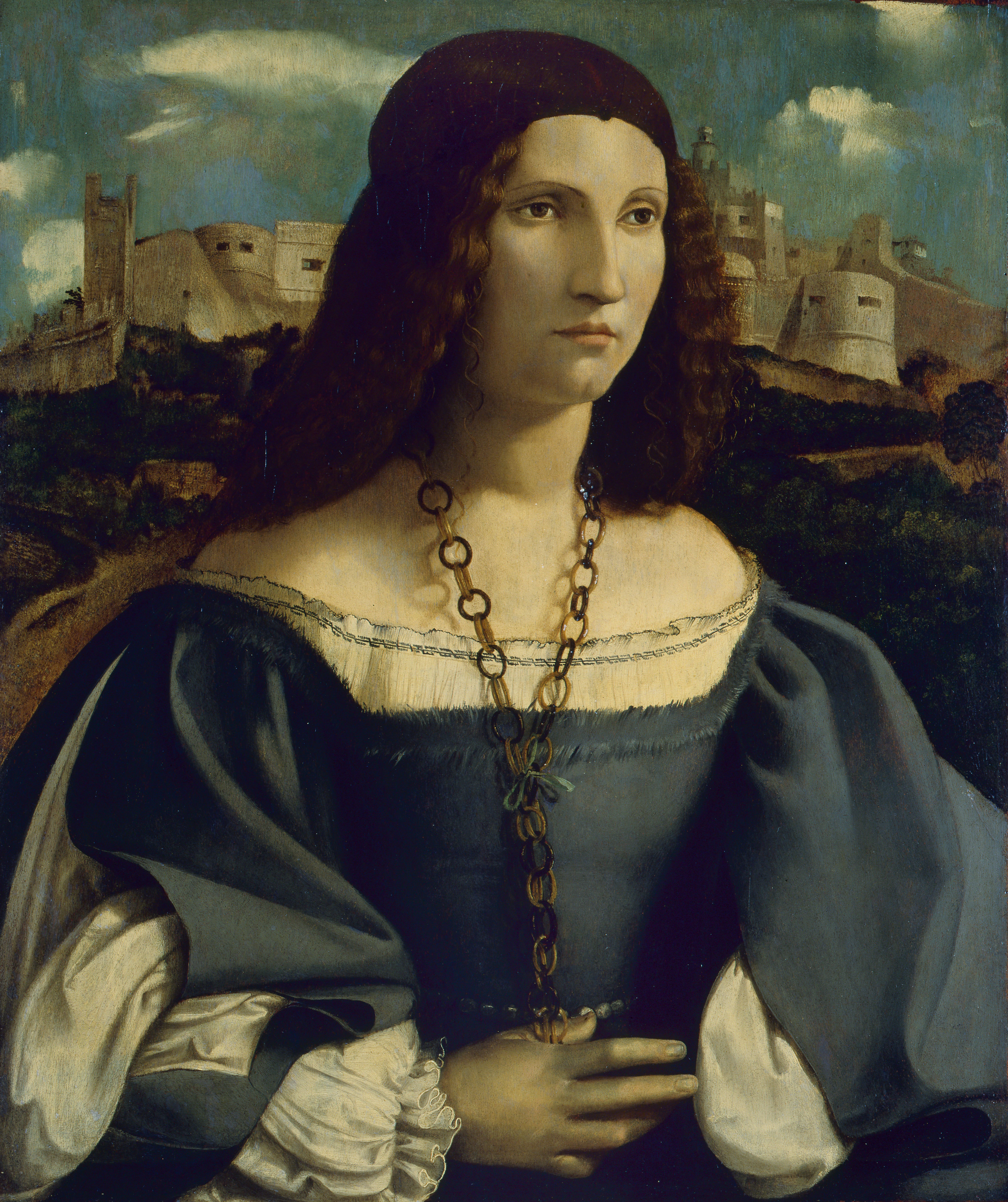
Retrato de Alda Gambara, Pinacoteca di Brera, Milán.

Altobello Melone (Cremona, 1490 - antes 3 de mayo de 1543) fue un pintor italiano del Renacimiento.

## Biografía
Melone es uno de los máximos exponentes de la escuela cremonesa renacentista. Influido inicialmente por el estilo de Boccaccio Boccaccino, sin embargo fue decisiva la colaboración con su colega más veterano, Girolamo Romanino, de quien es posible fuera alumno.
En 1516, Altobello recibió el encargo de continuar la serie de frescos que Boccaccino había comenzado en la Catedral de Cremona. En estas obras su estilo se halla muy cercano al de Romanino, pero consigue darle una mayor brillantez de formas, conservando el aspecto veneciano de la obra de su maestro. Muestra una energía desbordante, que confiere a su trabajo un ritmo convulso que combina el talento ornamental con una gran expresividad.
Parece que, partiendo de Boccaccino, absorbió algún tipo de influencia del arte nórdico.
Sin embargo, en la segunda fase de la decoración del Duomo de Cremona, con el tema de Escenas de la Vida de Cristo, parece sufrir algún tipo de involución en su estilo, que adopta un aire más conservador. Melone vuelve sobre sus pasos y se refugia en el estilo marcado por sus predecesores, tomando algunas ideas de grabados de Durero.
En la siguiente década, parece que volvió a tomar el pulso del arte más avanzado en su momento. Su brillante dibujo y los efectos de luz harán de él un apreciable artista, de gran expresividad.
En sus últimas obras se aleja de la influencia de Romanino para caer en los brazos del rafaelismo emiliano.

## Obras destacadas
- Virgen con niño y San Juanito (1510, Accademia Carrara, Bergamo)
- Adoración del niño (1510, Kunsthaus, Zúrich)
- Virgen con niño (1511, Pinacoteca Ambrosiana, Milán)
- Pietà (1512, Pinacoteca di Brera, Milán)
- Adoración del niño (1512-14, Museo Berenziano, Cremona)
- Virgen con dos santos (1515, colecciones Rabinowitz, Butoni y Lechi)
- Cristo portando la cruz (1515, National Gallery, Londres)
- Retrato de Alda Gambara (1515-16, Pinacoteca di Brera, Milán)
- Frescos del Duomo de Cremona (1516-1518)
  - Matanza de los Inocentes
  - Huida a Egipto
  - Lavatorio
  - Última Cena
  - Oración en el Huerto de los Olivos
  - Prendimiento de Cristo
  - Cristo ante Caifás
- Resurrección (1517, colección privada)
- Adoración de los Pastores (1518, Pinacoteca di Brera, Milán)
- Cristo camino de Emaús (1518, National Gallery, Londres)
- Amantes abrazados (1520, Gemäldegalerie, Dresde)
- Retrato de Cesar Borgia (Accademia Carrara, Bergamo)
- San Francisco (Galleria Borghese, Roma)
- Tríptico de Torre dei Picenardi (1520, National Gallery of Washington, colección Kress, Ashmolean Museum)
- Virgen con niño (1520-22, Accademia Carrara, Bergamo)
- San Simonino da Trento (1521, Castello del Buonconsiglio, Trento)
- Salomé (1525-30, antes en el Kaiser Friedrich Museum, Berlín, destruida)
- Anunciación (1535, iglesia parroquial de Isola Dovarese)